# INiS
iNiS Corporation (株式会社イニス Inisu?) es un estudio desarrollador de videojuegos japonés que se especializa en videojuegos de ritmo. Fue cofundado por Keiichi Yano el 3 de febrero de 1997 como iNiS Ltd. El nombre iNiS es un acrónimo y significa infinite Noise of the inner Soul (ruido infinito del alma interior).
En 2000, la compañía cambió su nombre a iNiS Corporation.

## Subsidiarias
- SONICA Co., Ltd.: establecida en 2001, es un proveedor de soluciones de sonido.

## Títulos desarrollados

### CD/DVD-ROM
| Título                                         | Plataforma     | Fecha de lanzamiento |
| ---------------------------------------------- | -------------- | -------------------- |
| Penguin Piano                                  | ?              | Octubre de 1997      |
| Space Battleship Yamato Master Edition CD-ROM  | Windows/Mac OS | 20 de marzo de 1999  |
| Space Battleship Yamato Master Edition DVD-ROM | DVD Player     | ?                    |
| Picasso                                        | ?              | ?(1997–2000)         |
| Safari Tokyo                                   | Windows        | Octubre de 1998      |
| Kiseki No Maya Uranai                          | ?              | Abril de 1998        |
| Minna no Tabetaku Ver.2                        | ?              | Octubre de 1999      |
| Roland VP-9000 promo CD-ROM                    | ?(CD-ROM)      | Febrero de 2000      |

### Videojuegos
| Título                                                  | Plataforma                       | Fecha de lanzamiento                                             |
| ------------------------------------------------------- | -------------------------------- | ---------------------------------------------------------------- |
| beatmania Da!!                                          | Windows/Mac OS                   | 17 de febrero de 2000                                            |
| beatmania BEST Da!!                                     | Windows/Mac OS                   | 28 de septiembre de 2000, 5 de julio de 2002(relanzamiento)      |
| pop'n music Da!!                                        | Windows/Mac OS                   | 28 de septiembre de 2000, 6 de septiembre de 2002(relanzamiento) |
| Gitaroo Man                                             | PlayStation 2                    | 21 de junio de 2001                                              |
| Gundam Pilot Academy                                    | Arcade                           | 2002                                                             |
| Osu! Tatakae! Ouendan                                   | Nintendo DS                      | 28 de julio de 2005                                              |
| Gitaroo Man Lives!                                      | PlayStation Portable             | 8 de junio de 2006                                               |
| Rain Wonder Trip                                        | PlayStation Portable             | 6 de julio de 2006                                               |
| Elite Beat Agents                                       | Nintendo DS                      | 6 de noviembre de 2006                                           |
| Moero! Nekketsu Rhythm Damashii Osu! Tatakae! Ouendan 2 | Nintendo DS                      | 17 de mayo de 2007                                               |
| Anata mo DS de Classic Kiite Mimasenka?                 | Nintendo DS                      | 5 de julio de 2007                                               |
| Lips                                                    | Xbox 360                         | 18 de noviembre de 2008                                          |
| Lips: Number One Hits                                   | Xbox 360                         | 20 de octubre de 2009                                            |
| Lips: Canta en Español                                  | Xbox 360                         | 13 de noviembre de 2009                                          |
| Lips: Deutsche Partyknaller                             | Xbox 360                         | 2009                                                             |
| Lips: Party Classics                                    | Xbox 360                         | 26 de febrero de 2010                                            |
| Lips: I ♥ The 80's                                      | Xbox 360                         | 2 de abril de 2010                                               |
| The Black Eyed Peas Experience                          | Xbox 360                         | 8 de noviembre de 2011                                           |
| Infinity Blade Cross                                    | iOS                              | 20 de febrero de 2012                                            |
| Anata Toshokan                                          | iOS, Android                     | 19 de mayo de 2012 (iOS), 25 de mayo de 2012 (Android)           |
| Demons' Score                                           | iOS, Android                     | 19 de septiembre de 2012                                         |
| Symphonica                                              | iOS                              | 18 de octubre de 2012                                            |
| The Hip Hop Dance Experience                            | Xbox 360                         | 13 de noviembre de 2012                                          |
| Karaoke                                                 | Xbox 360                         | 11 de diciembre de 2012                                          |
| Eden to Green                                           | Android, iOS                     | 8 de abril de 2013                                               |
| Initial D Perfect Shift Online                          | Nintendo 3DS                     | 2 de abril de 2014                                               |
| Just Sing                                               | PlayStation 4, Xbox One          | 6 de septiembre de 2016                                          |
| Project Rap Rabbit (codesarrollado con NanaOn-Sha)      | PlayStation 4, Microsoft Windows | Cancelado                                                        |

### Diseños web
| Título                               | Plataforma | Fecha de lanzamiento |
| ------------------------------------ | ---------- | -------------------- |
| Shockwave Christmas Card (Dreamarts) | ?          | ?                    |

### Títulos de prototipos
| Título                | Plataforma | Fecha de lanzamiento |
| --------------------- | ---------- | -------------------- |
| MixJuice              | Xbox       | 1999                 |
| Minpan                | ?          | 2002                 |
| Ace Trekkers          | ?          | 2002                 |
| Pugi Pugi (tentativo) | ?          | 2004                 |
| Yosei no Sumu Mori    | Xbox 360   | 2005                 |

### Motores de juego
Usados, no creados:
- FUEL (biblioteca de audio para ACID)
- nFactor2 (motor de renderizado de próxima generación - para Wii, Xbox 360 y PC)
- MixJuice (motor de música interactivo)
- Unreal Engine 3
- Unreal Engine 4
- Unity

## Palmarés
- Mejor desarrollador de Nintendo DS de IGN de 2006[9]